# Tunnelcomplex van Vịnh Mốc

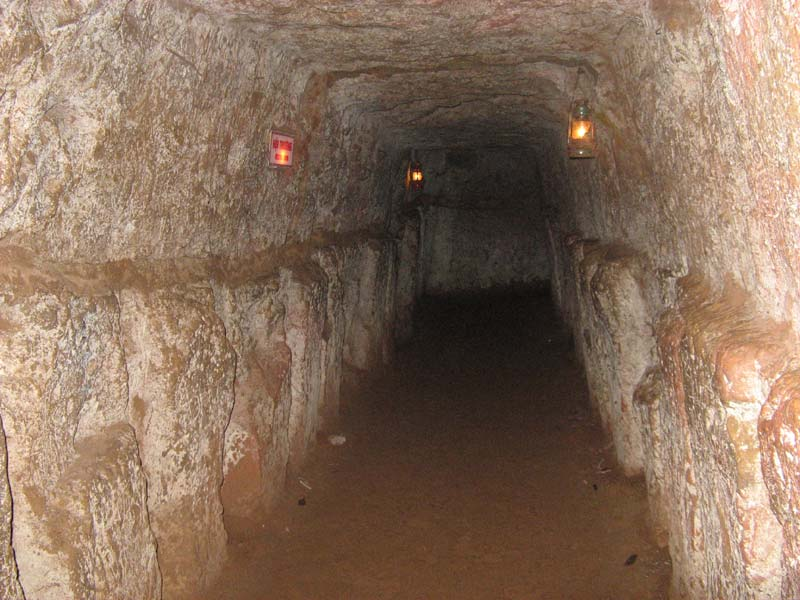
Gedeelte van het tunnelcomplex.

Vịnh Mốc is een tunnelcomplex in Quảng Trị, Vietnam. Tijdens de Vietnamoorlog was het strategisch gelegen aan de grens van Noord-Vietnam en Zuid-Vietnam. De tunnels werden gebouwd als toevluchtsoord voor dorpsbewoners om te ontsnappen aan de intense Amerikaanse bombardementen van de gemeenschappen  Son Trung en Son Ha in de gemeente Vinh Linh in de provincie Quảng Trị in de Vietnamese gedemilitariseerde Zone. Het werd in verschillende fasen gebouwd en was in gebruik van 1966 tot aan 1972. In het complex waren waterputten, keukens, kamers voor elke familie en medische ruimtes. Ongeveer 60 families leefden in de tunnels, er werden 17 kinderen in geboren. 
Deze tunnels waren zo goed gebouwd dat niemand uit het dorp om het leven kwam. De enige voltreffer was een bom die niet ontplofte, het erdoor ontstane gat werd als ventilatiekanaal gebruikt.
Het complex is opgebouwd in drie niveaus.

## Geografie
De tunnels liggen ten noorden van de Bến Hải.
De bodem bestaat uit natte klei zodat het makkelijk met de hand kon worden uitgegraven. Nadat ze aan de lucht werd blootgesteld verhardde de klei zodat de wanden goed stevig werden. 